# Bocksgasse (Schwäbisch Gmünd)

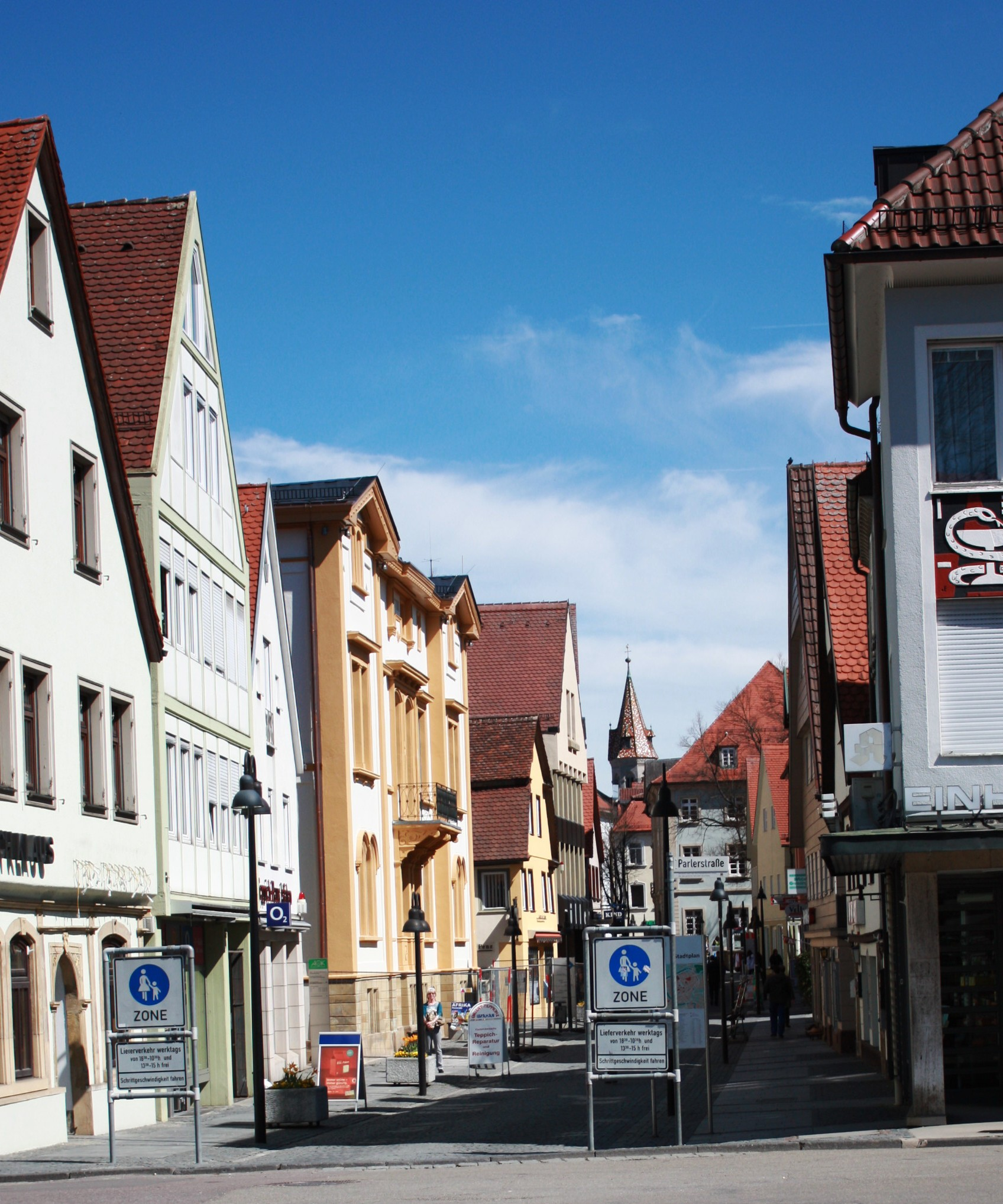
Westlicher Eingang

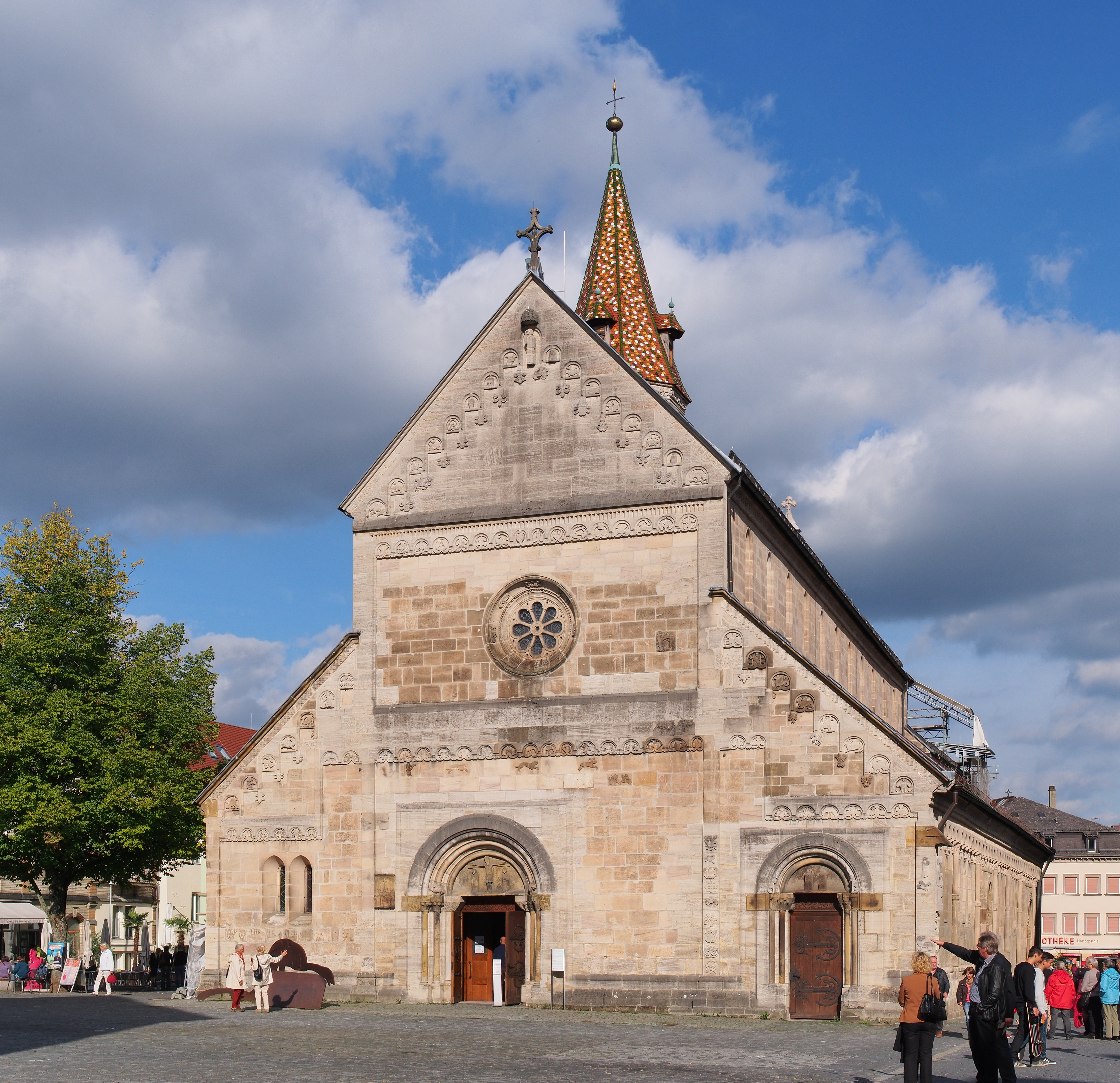
Johanniskirche, rechts verläuft Bocksgasse entlang

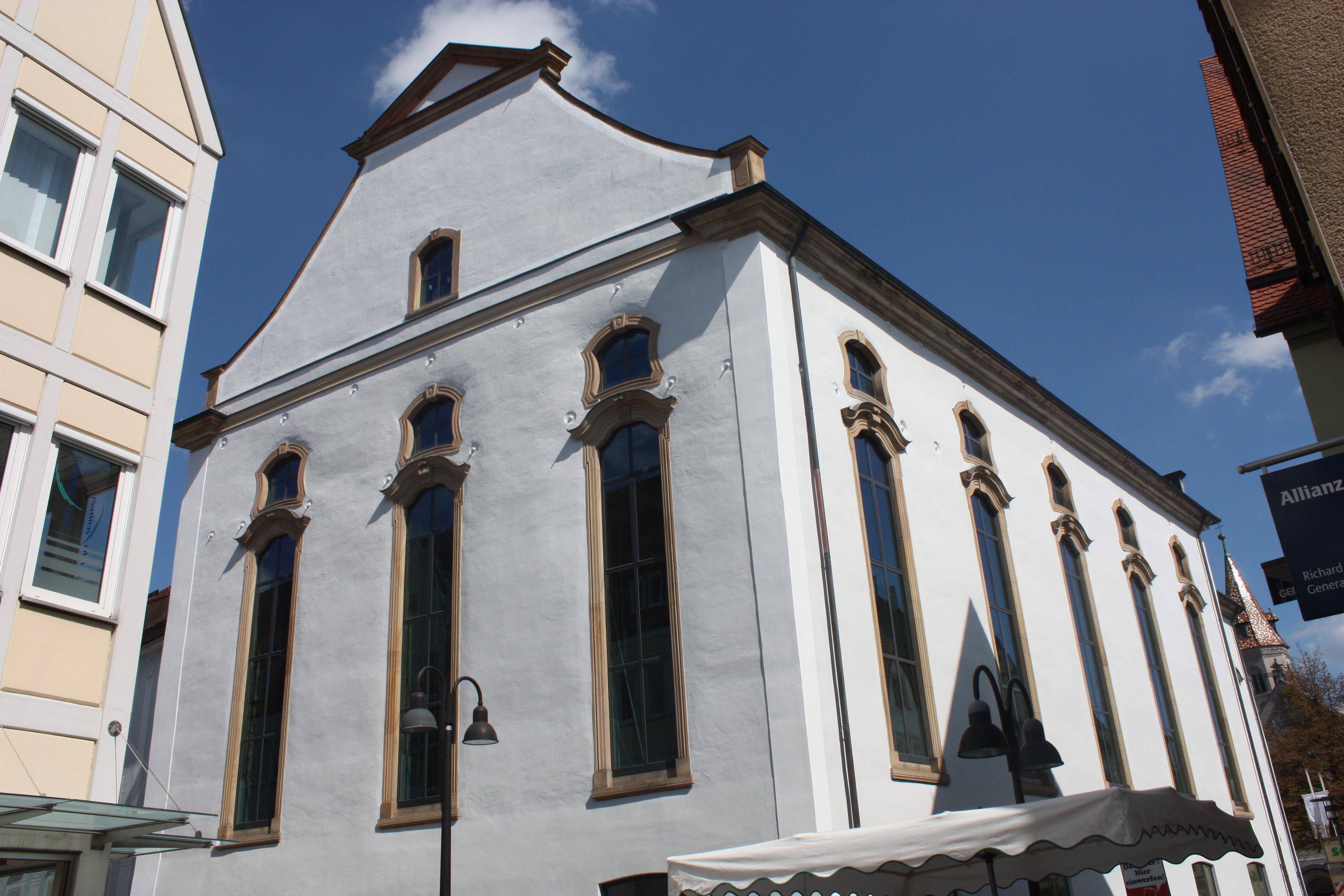
Ehemalige Predigerkirche

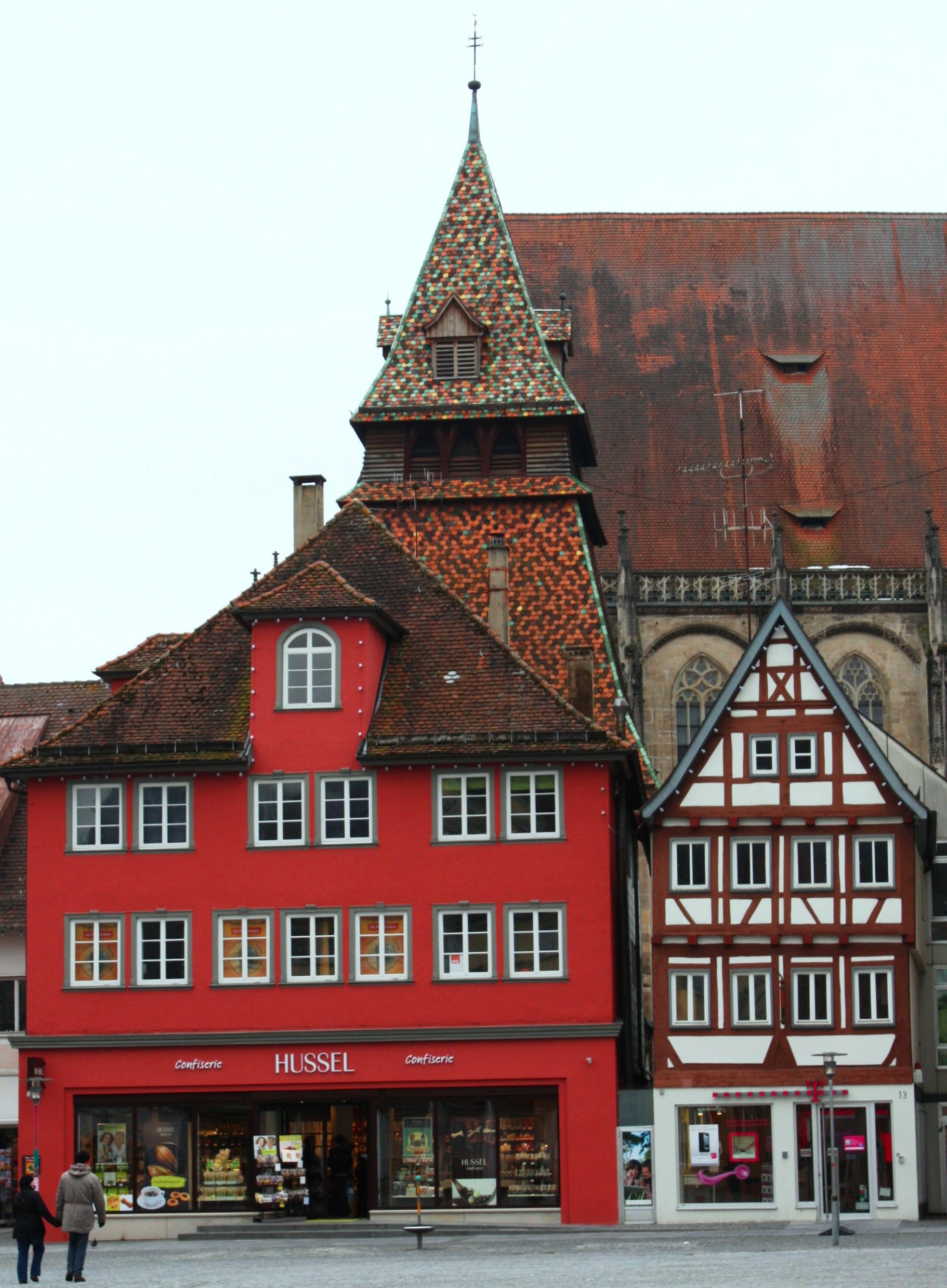
Bürgermeister-Storr-Haus (rot)

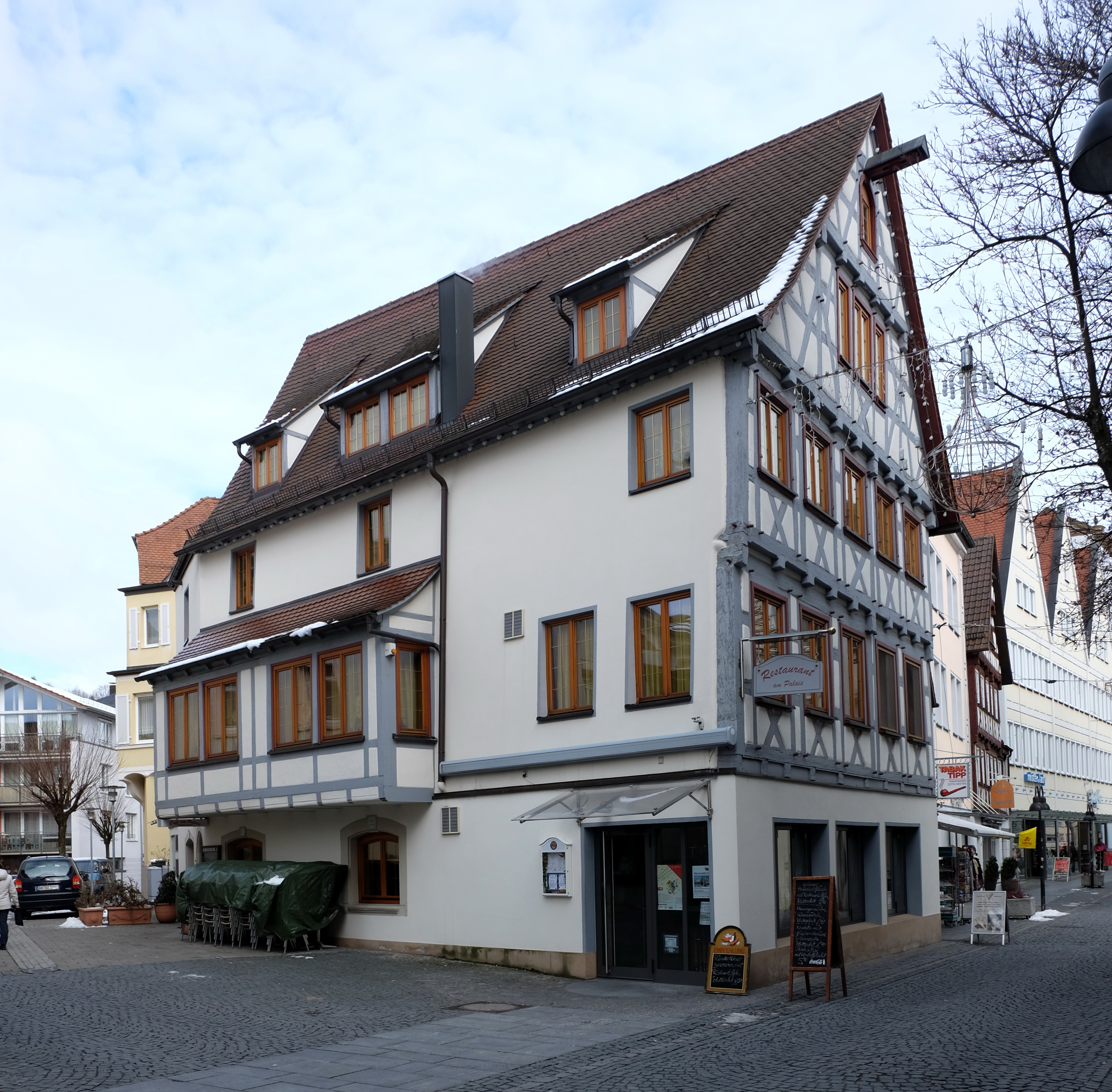
Café am Palais

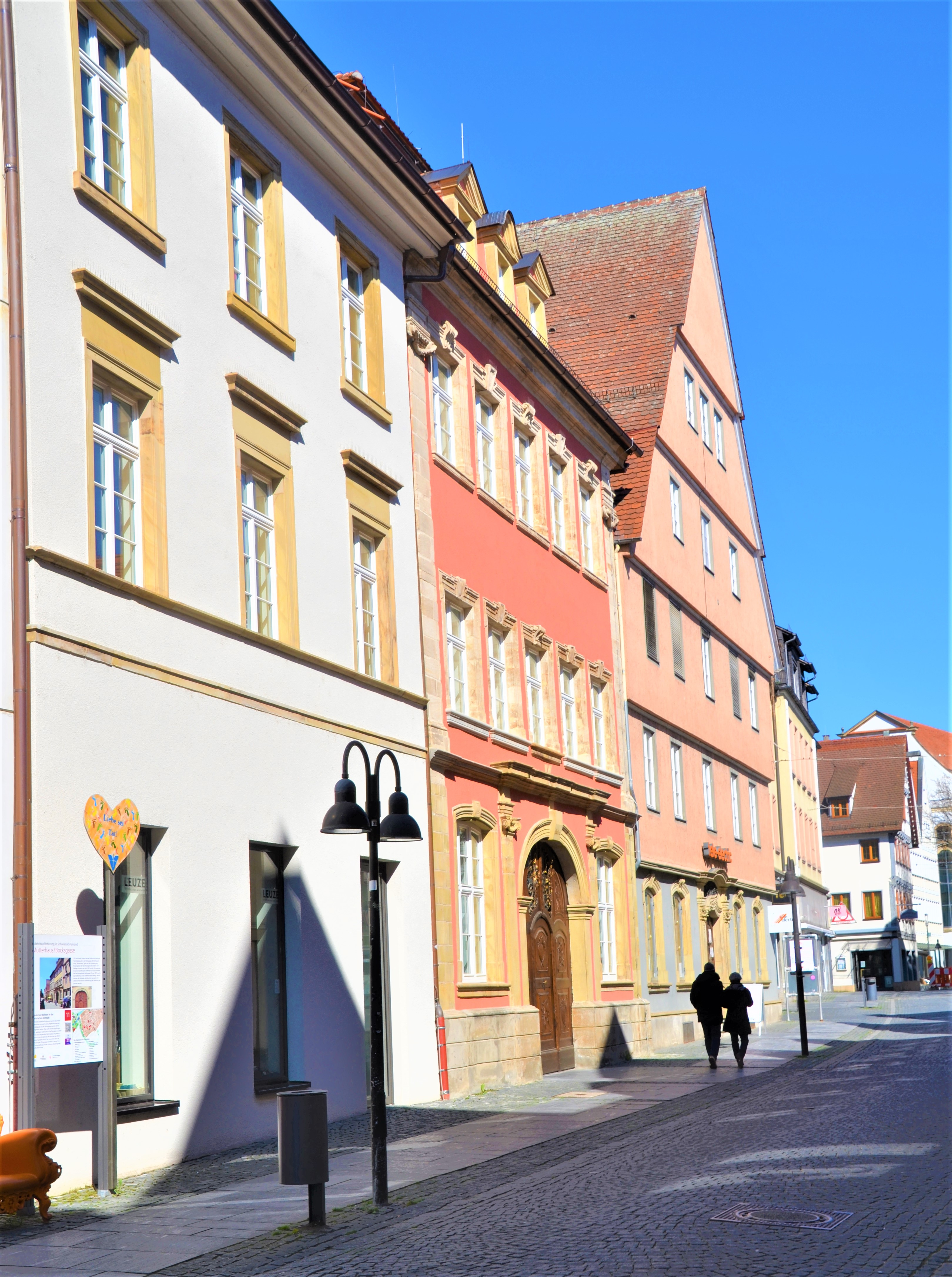
Bocksgasse 18, 20 und 22

Die Bocksgasse ist eine Gasse in der Altstadt von Schwäbisch Gmünd. Die stadthistorisch bedeutende Gasse erstreckt sich in Ost-West-Richtung vom Schwäbisch Gmünder Marktplatz bis zum Josefsbach und durchquert dabei den Johannisplatz.

## Geschichte und Bedeutung
Die Bocksgasse war eine der zentralen Verkehrsachsen in Schwäbisch Gmünd. Sie schloss den Gmünder Marktplatz an das untere Remstal an. Diese Stellung begünstigte ihre Bebauung zum Beispiel mit Gaststätten und Ladengeschäften, zudem befinden sich in dieser Gasse auch bedeutende Bürgerbauten wie das Palais Debler. Sie untergliedert sich, durch die ehemaligen Stadtmauerringe bedingt, in zwei Teile. Der erste Teil im inneren Stadtmauerring reicht vom Marktplatz bis zum Turniergraben und hieß zunächst Kirchgasse, später dann Predigergasse und Johannisgasse. Hier stand das erste Bockstor aus dem 12./13. Jahrhundert. Der zweite Teil der Bocksgasse hieß zunächst Eytikofer- oder Utingkofergasse und dann ab 1831 nach einem Gasthaus in dieser Gasse Bocksgasse. Seit 1886 heißen beide Teile Bocksgasse. Noch im 16. Jahrhundert verliefen durch die Bocksgasse regelmäßig Prozessionen vom Kloster Lorch nach Schwäbisch Gmünd und umgekehrt und auch später war die Gasse ein häufiger Bestandteil von Prozessionsrouten. So wurde noch bis 1966 am Rochustag eine Prozession durch die Bocksgasse zur Wallfahrtsstätte St. Salvator jährlich begangen, die ihren Ursprung im 17. Jahrhundert hat. Denn 1635 war in der Bocksgasse die Pest ausgebrochen. Diesem Umstand war es auch geschuldet, dass bis 1793 in der Bocksgasse Musik und Tanz untersagt waren.
In der Bocksgasse wurde in der zweiten Hälfte des 20. Jahrhunderts die erste Gmünder Fußgängerzone eingerichtet. Zwischen Markt- und Johannisplatz wird sie für die auf den Plätzen stattfindenden Marktveranstaltungen genutzt.

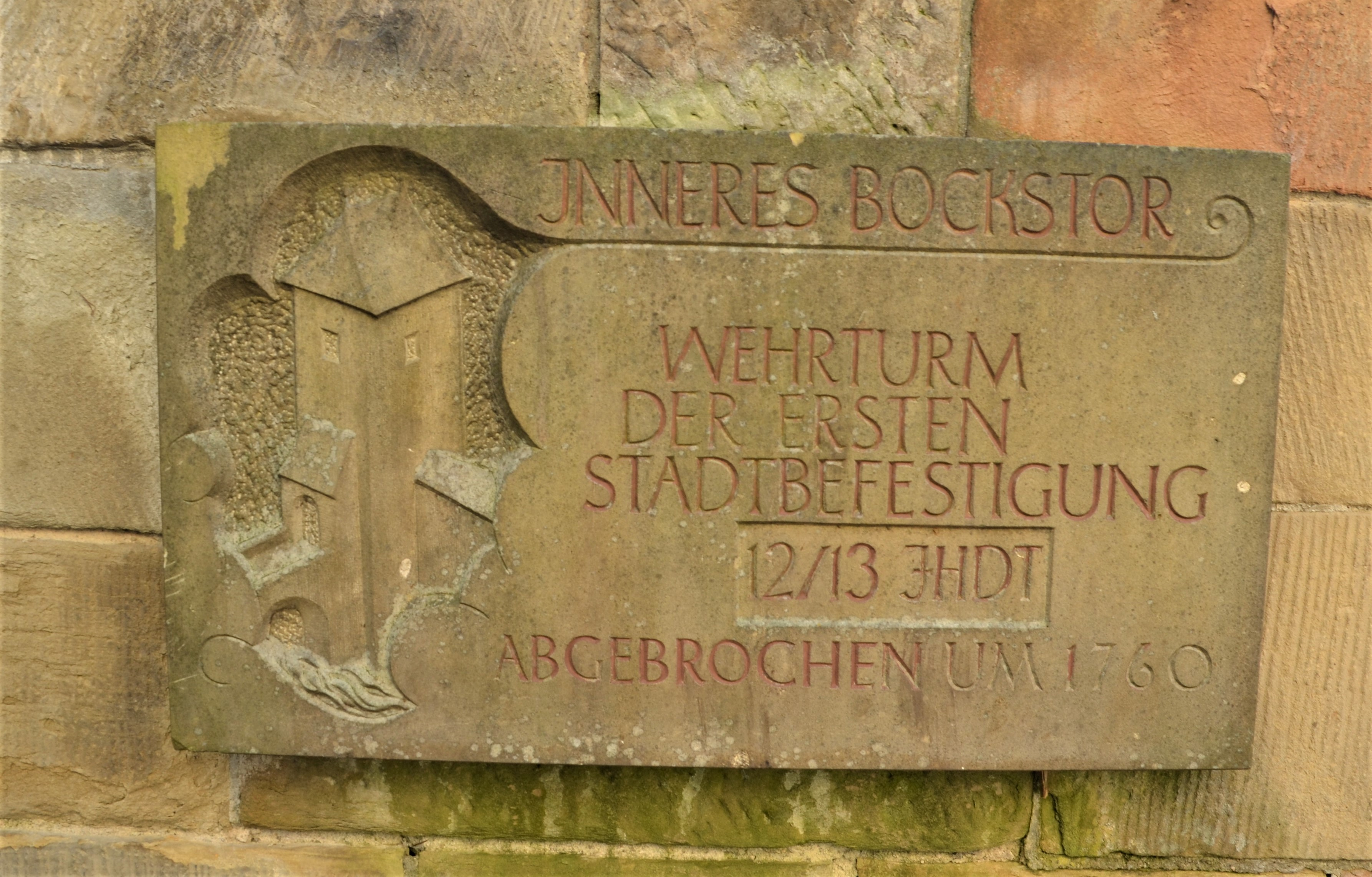
Hinweis auf das Innere Bockstor an der Ecke zum Turniergraben auf der Höhe des Augustinerklosters

## Prägende Bauwerke
Eine große Zahl der Bauwerke in der Bocksgasse sind als Baudenkmäler geschützt. Darunter befinden sich diverse verputzte Fachwerkhäuser und solche mit Sichtfachwerk.

### Cafè am Palais (Bocksgasse 14)
Das Gebäude Bocksgasse 14 (früher Café Greiner) ist ein Gebäude mit Sichtfachwerk aus dem 18. Jahrhundert. Umbauten erfolgten 1834, 1872, 1892 und 1939. In den Jahren 1969/70 kam es zu einem Arkadeneinbau für das damalige Café Greiner. Zuletzt renoviert wurde das Haus im Jahr 2000.

### Goldener Adler (Bocksgasse 15)
Das ehemalige Gasthaus zum Goldenen Adler ist ein dreigeschossiger verputzter Fachwerkbau. Er ist 1392/93 durch den Zusammenbau zweier älterer Häuser entstanden. und wurde mehrmals umgebaut, so 1887, 1935 und 1979. Das Fensterband mit Holzreliefs wurde vom Bildhauer Jakob Wilhelm Fehrle 1935 gestaltet. Aus dieser Zeit stammt auch die goldene, zeittypische Adlerplastik als Wirtshausemplem über dem Eingang. Die Fenster mit Glasmalereien wurden von Georg Schmetzer und Franz Xaver Zettler aus München hergestellt.

### Grünes Haus (Bocksgasse 18)
Das Grüne Haus, das heute in Rosa gestrichen ist, verdankt seinen Namen der Farbgebung im 18. Jahrhundert. Das stattliche, verputzte Fachwerkhaus wurde 1658 durch Friedrich Vogt, dem Sohn des Gmünder Baumeisters Kaspar Vogt, errichtet. Bevor es im Besitz der Debler war, war es die der Gasse ihren heutigen Namen gebende Gaststätte, die später in das gegenüberliegende Anwesen umzog. Ein im Grünen Haus erhaltenes Pestkreuz wurde 1958 in das Museum im Prediger verbracht.

### Mutterhaus (Bocksgasse 20/22)
Das Gebäude wurde 1782 vom Gmünder Stadtbaumeister Johann Michael Keller der Jüngere für einen Kaufmann erbaut. Nachdem die 1852 nach Schwäbisch Gmünd gekommenen Vinzentinerinnen zunächst im Gmünder Spital untergekommen waren, erworben sie das Gebäude. 1860 wurde es zum Mutterhaus umgebaut, 1864 um ein Refektorium und eine Küche erweitert und 1874 wurde eine Hauskapelle eingerichtet. 1891 wurde das Mutterhaus nach Untermarchtal verlegt, das Gmünder Mutterhaus diente als Altenheim und wurde erst in den 1970er Jahren durch die Schwestern aufgegeben. 1977 wurde es vollständig umgestaltet, 1978 dann der Kapellenbau abgebrochen. Das Haus beherbergte diverse Kunstgegenstände die heute zu einem Großteil in Untermarchtal aufbewahrt werden. Die frühen Holzfiguren stammten ursprünglich vermutlich aus dem Gmünder Siechenspital St. Katharina und sind über das Heiliggeistspital ins Mutterhaus gelangt, nämlich eine Pietà (17./18. Jahrhundert), eine Figur der Heiligen Katharina von Siena und eine des Heiligen Rochus (jeweils um 1480/90). Diese werden heute in St. Anna in Schwäbisch Gmünd aufbewahrt. Eine Christkönigsfigur aus dem 16. Jahrhundert, die ursprünglich von der Gmünder Wallfahrtsstätte St. Salvator stammt, eine Marienstatue aus dem 17. Jahrhundert sowie weitere alte und neuere Kunstgegenstände wie die Glasmalereien von Wilhelm Geyer wurden nach Untermarchtal überführt.
Das Gesamtensemble erstreckte sich über das Gebäude Bocksgasse 22 hin bis zum Pfeifergässle. Am Pfeifergässle wurde 1874 einen Pensionsanstalt der Schwestern erbaut, die 1956 durch einen L-förmigen Neubau ersetzt wurde.
Der Eigentümer der 1976 das Ensemble erwarb investierte wenig. Der Zustand verschlechterte sich zunehmend. Nach der Insolvenz des Eigentümers erwarben die Schwestern 2010 das Areal zurück und sanierte dieses. Ein Teil der Gebäude wurde abgebrochen und durch Neubauten ersetzt. 2015 fand die Einweihung statt.

### Torbäckerei (Bocksgasse 38)

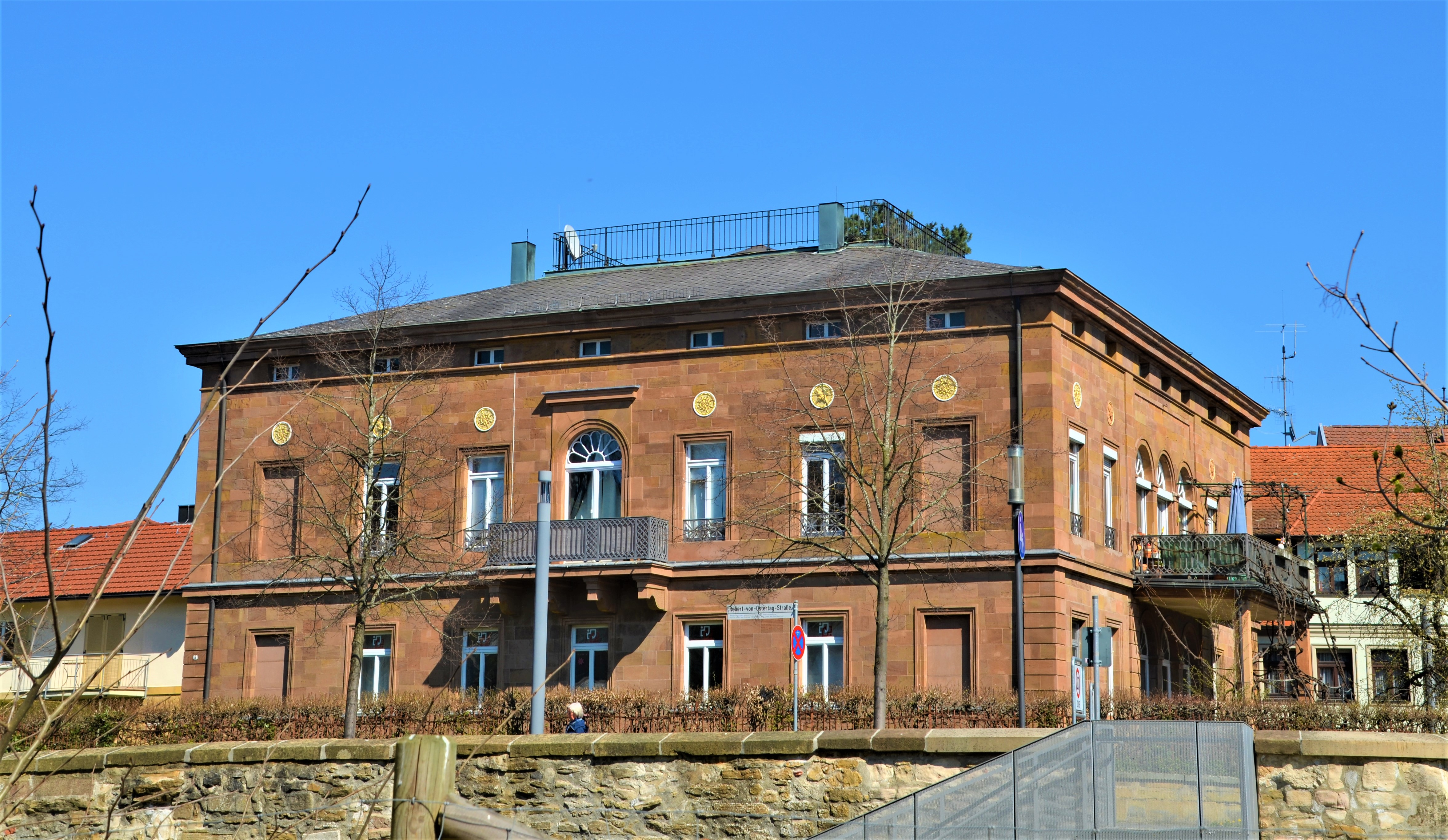
Forstersche Villa, im Hintergrund die Torbäckerei in Grün

Das den westlichen Eingang der Gasse prägende Gebäude stammt in Teilen aus dem 17. Jahrhundert sowie dem 18. Jahrhundert. Die Fassade enthält Stilelemente der Renaissance. 1954 teilweise erneuert brannte es 1976 ab und wurde im heutigen Erscheinungsbild 1984 wieder aufgebaut.
Daneben befindet sich ebenfalls den Eingang der bocksgasse prägend die Forstersche Villa.

### Synagogendenkmal

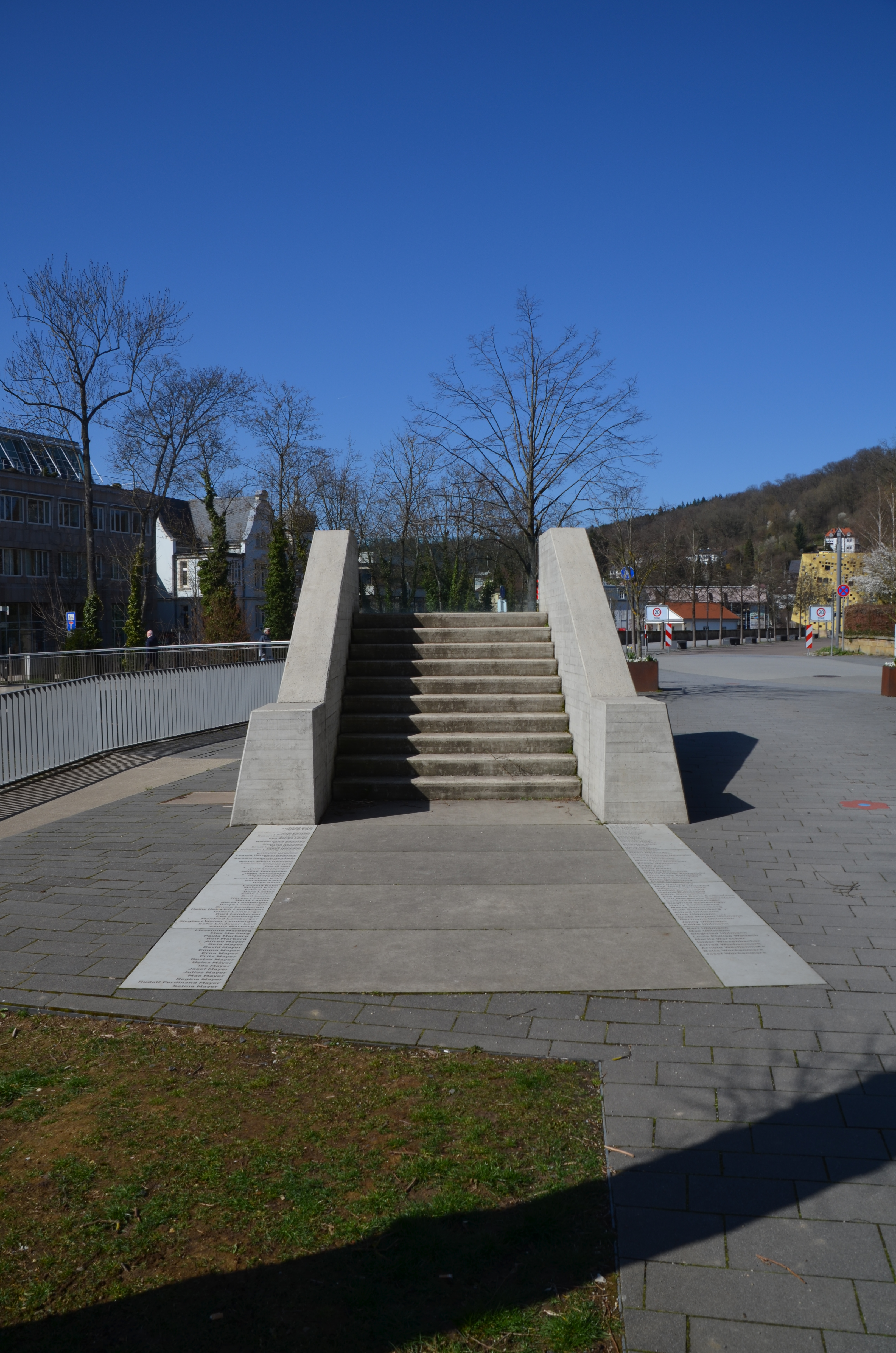
Synagogendenkmal am Ende der Bocksgasse

Am Ende der Bocksgasse vor dem Josefsbach wurde am 9. November 2015 ein treppenförmiges Denkmal eingeweiht, das die frühere Zugangstreppe zur ehemaligen Synagoge maßstabsgetreu nachbildet. Dem Denkmal vorgelagert befinden sich die Namen der Mitglieder der ehemaligen jüdischen Gemeinde in den Boden eingelassen. Von der Treppe aus hat man den Blick auf den Standort der ehemaligen Synagoge jenseits des Josefsbachs am Sparkassenplatz.
Die Synagoge wurde im 3. Reich nicht verbrannt. Sie blieb verschont, da die benachbarte Sparkasse das Gebäude übernehmen wollte. Die Sparkasse hat das Gebäude am 17. Mai 1939 von der jüdischen Gemeinde zu einem niedrigen Preis gekauft und 1954 abgerissen.